# Johan Labberton
Johan Hendrik Labberton (Ameide, 29 december 1877 - Den Haag, 17 juli 1955) was een Nederlands ambtenaar, activist en lid van de Raad van Vlaanderen.

## Levensloop
Labberton was ambtenaar bij de provinciale griffie van Zeeland in Middelburg. Hij was medewerker aan het literair tijdschrift De Beweging van Albert Verwey.
Zijn pro-Duitse sympathieën brachten er hem toe de Duitse inval in België te verdedigen. In 1916 aanvaardde hij een benoeming tot hoogleraar aan de vernederlandste universiteit in Gent. Samen met Everhardus Godée-Molsbergen sloot hij zich aan bij de radicale Vlamingen van Jong-Vlaanderen. Namens deze vereniging werd hij ook lid van de Raad van Vlaanderen. Hij publiceerde artikels in het Gentse studentenblad Aula en hield wetenschappelijke voordrachten voor het groot publiek.
In 1918 vertrok hij weer naar Nederland en werd in België veroordeeld. Hij werd er secretaris van het Comité van uitgeweken hoogleraars. Hij werd vervolgens ambtenaar bij de gemeente Den Haag en speelde verder geen rol meer in de Vlaamse Beweging.

## Publicaties
- De Belgische neutraliteit geschonden, 1914.
- De Vlaamsche Beweging, 1916.